# Roger Torrent i Ramió
Roger Torrent i Ramió (Sarrià de Ter, 19 de juliol del 1979) és un politòleg i polític català. Va ser alcalde de Sarrià de Ter (2007-2018), president del Parlament de Catalunya (2018-2020) i conseller d'Empresa i Treball del Govern de la Generalitat de Catalunya (2021-2024), a més de diputat al Parlament de Catalunya. Milita a Esquerra Republicana de Catalunya des del 2000.

## Biografia
Llicenciat en Ciències Polítiques i de l'Administració per la Universitat Autònoma de Barcelona i màster en estudis territorials i urbanístics per la Universitat Politècnica de Catalunya i la Universitat Pompeu Fabra.

### Alcaldia de Sarrià de Ter
Ha treballat com a tècnic a l'administració local. Ha estat membre dels Geganters de Sarrià de Ter i de l'associació de veïns de Sarrià de Baix. El 1998 va entrar a les Joventuts d'Esquerra Republicana i el 2000 a Esquerra Republicana (ERC). Des del 1999 és regidor de l'Ajuntament de Sarrià de Ter i, després de dues legislatures a l'oposició, va ser escollit alcalde del municipi el 2007 gràcies a un pacte d'ERC amb Convergència i Unió. En les eleccions municipals de 2011 i de 2015 va revalidar el càrrec després que el seu partit assolís la majoria absoluta a l'Ajuntament de Sarrià de Ter. El 2011 va ser membre de la Diputació de Girona, on va ser portaveu d'ERC. Entre 2000 i 2008 va ser secretari de política parlamentària regional a la federació de Girona del partit. També va ser membre de l'executiva de l'Associació Catalana de Municipis entre 2007 i 2011.

### Diputat al Parlament de Catalunya
A les eleccions al Parlament de Catalunya del 2012 va ser elegit diputat per Girona i va dimitir com a diputat provincial. Va ser substituït per David Mascort. El 2015 fou elegit novament a les eleccions al Parlament de Catalunya amb la candidatura independentista Junts pel Sí. Va ser el portaveu adjunt del grup parlamentari. Com a diputat d'ERC i JxSí, va ser membre de la ponència per a la Llei electoral el 2015 i en l'onzena legislatura va ser un dels diputats actius en la reforma del reglament de la cambra. Ha format part també de la comissió de Governació, Administracions Públiques i Habitatge; de la comissió d'Economia i Hisenda; de la ponència conjunta per a l'Administració tributària catalana i de la comissió d'Investigació sobre l'Operació Catalunya.
A les eleccions al Parlament de Catalunya de 2017 fou el número dos de la llista d'Esquerra Republicana de Catalunya-Catalunya Sí a la circumscripció de Girona, darrere de l'exconsellera Dolors Bassa. En la campanya electoral va participar en diversos debats d'àmbit català i espanyol, i va ser elegit diputat en la dotzena legislatura.

### Presidència del Parlament de Catalunya
El 17 de gener de 2018 va ser elegit president del Parlament de Catalunya, en substitució de Carme Forcadell, amb els vots dels diputats d'ERC, Junts per Catalunya i CUP, i l'abstenció de Cat-En Comú. Durant el seu discurs d'acceptació del càrrec es va comprometre a contribuir a "cosir la societat" i prioritzar la "recuperació de les institucions" després de l'aplicació de l'article 155 de la Constitució.
La resta de la mesa està formada per Josep Costa, José María Espejo-Saavedra, Eusebi Campedepadrós, David Pérez, Joan García i Alba Vergés, l'única dona. També va anunciar que renunciaria a l'alcaldia de Sarrià de Ter la mateixa setmana.
En el debat sobre la proposta d'investidura de Carles Puigdemont, Roger Torrent va ser advertit el gener de 2018 pel Tribunal Constitucional de conseqüències legals arran d'un recurs presentat pel govern de l'estat. Torrent va respondre ajornant el ple d'investidura fins a tenir un debat «efectiu i amb garanties».
El setembre de 2018 va presentar un pla d'igualtat de la cambra per «desterrar el patriarcat». El programa pretén garantir la igualtat d'accés al Parlament, el respecte a les treballadores, la igualtat efectiva en la presa de decisions i que les dones tinguin la mateixa capacitat per liderar que els homes.
El juliol de 2020 es publica, per part dels mitjans El País i The Guardian, una investigació que afirmava que diverses persones entre les quals, Roger Torrent, Anna Gabriel i Ernest Maragall, havien estat afectades per un crack informàtic que afectava els serveis del sistema de missatgeria Whatsapp. A través d'aquesta vulnerabilitat en els seus dispositius mòbils es podia instal·lar un troià anomenat Pegasus amb la capacitat de recopilar informació i comunicacions. El programari en qüestió va ser desenvolupat per l'empresa NSO Group que afirma que només subministra aquest tipus de software a governs i institucions governamentals. A l'octubre del mateix any es va anunciar que un jutjat investigaria si hi havia hagut espionatge contra Torrent i Maragall.
El desembre de 2020 es va fer públic que aniria com a número 3 d'ERC a les eleccions al Parlament de Catalunya de 2021. Fou nomenat conseller d'Empresa i Treball del Govern de la Generalitat de Catalunya.
L'octubre de 2022 fou jutjat per desobediència al Tribunal Constitucional. La Fiscalia va demanar vuit mesos d'inhabilitació i 30.000 euros de multa.

## Línia de temps de la trajectòria política
Trajectòria política de Roger Torrent i Ramió